# Junges Schauspiel Hannover

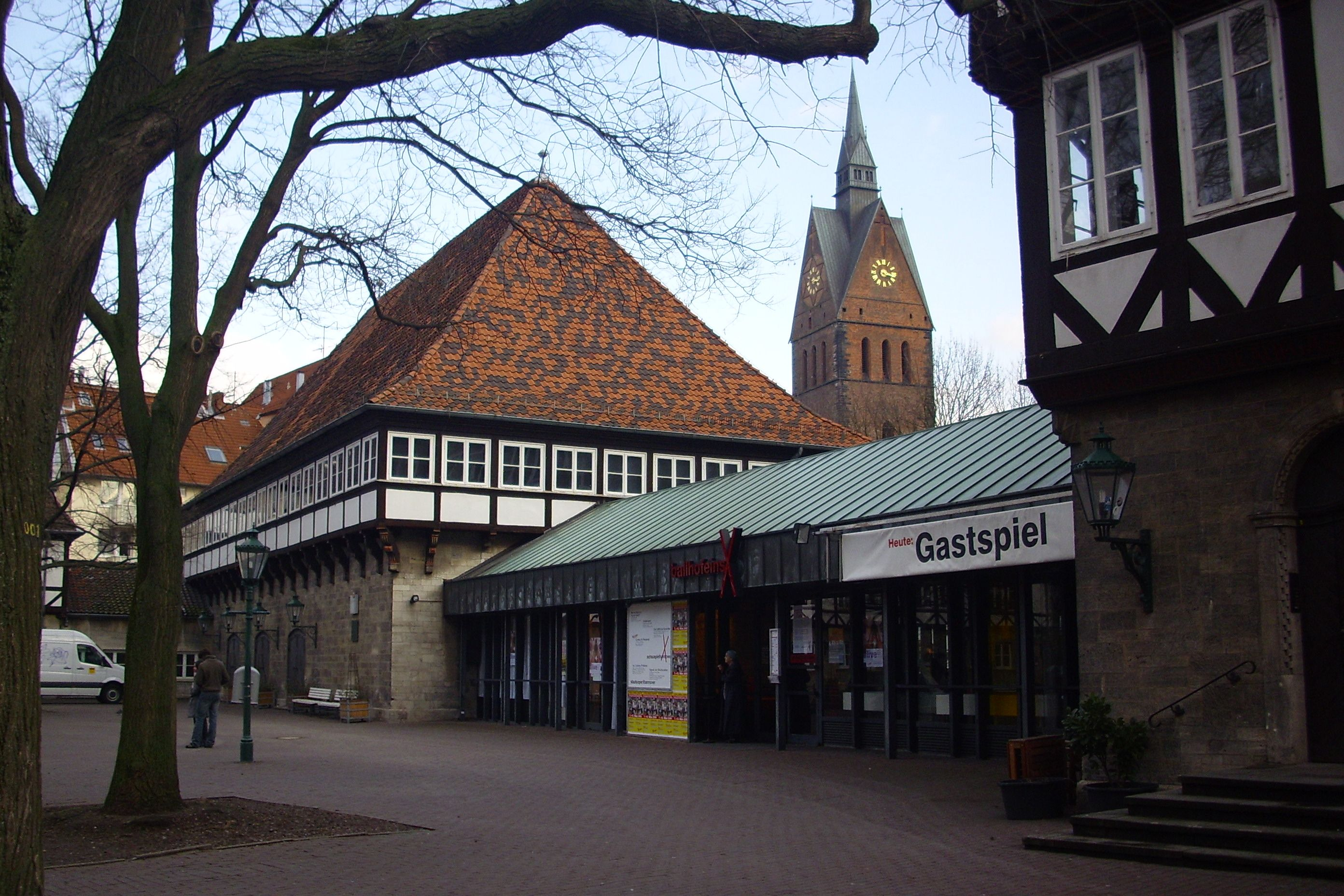
Spielstätte Ballhof Eins

Das Junge Schauspiel Hannover wurde 2007 unter der Intendanz von Wilfried Schulz gegründet und ist Teil des Niedersächsischen Staatstheaters Hannover. 
Spielstätten sind der Ballhof Eins mit 257 Plätzen und der Ballhof Zwei mit 126 Plätzen in der Altstadt von Hannover. Mit Beginn der Spielzeit 2017/18 löste die Dramaturgin und Theaterpädagogin Barbara Kantel den Regisseur Florian Fiedler in der Leitung des Jungen Schauspiel Hannover ab. Auf dem Spielplan stehen sowohl neue, unverbrauchte Stoffe als auch Klassiker, die sich jungen Lebenswelten annehmen. Mit der Intendanz von Sonja Anders zur Spielzeit 2019/20 wird ein  generationsübergreifendes Konzept verfolgt. Das Junge Schauspiel Hannover, das vormals ausschließlich im Ballhof verortet war, tritt seitdem auf allen Bühnen auf.
Von Anfang an hat sich das Junge Schauspiel Hannover stark durch die Theaterarbeit mit Jugendlichen profiliert. Dabei ragen besonders die jährlichen Projekte heraus, die gemeinsam mit einem professionellen künstlerischen Team für die Bühnen des Ballhof Eins oder Zwei entstehen. Im selbstorganisierten  Ballhof Café kuratieren junge Menschen aus allen Bevölkerungsschichten eigenständig das  House of Many. Neben dem Café-Betrieb während der Vorstellungszeit, organisieren sie ein Programm aus Inszenierungen, Konzerten, Lesungen  und bieten jungen Bands und  Künstlern Auftrittsmöglichkeiten. Außerdem treffen sich und proben dort unter Anleitung von Profis aus den Bereichen Schauspiel, Regie, Bühne, Kostüm und Technik die verschiedenen Balljugend-Clubs.
Das  theaterpädagogische Begleitprogramm, das sich mit Beginn der Spielzeit 2019/20 im Bereich Künstlerische Vermittlung und Interaktion bündelt, richtet sich sowohl an Schulen und Lehrkräfte als auch an Studierende und Jugendliche, die Interesse am Theater haben. In den Playstation-Jugendclubs kann unter  Anleitung durch Regieassistenten und Schauspieler des Hauses Theater gespielt und es können gemeinsam Inszenierungen erarbeitet werden, die anschließend in der Cumberlandschen Bühne Premiere haben. Weitere Spielräume sind u. a. die Holiday Camps sowie das  Festival für Schul- und Jugendamateurtheater  Jugend spielt für Jugend.